# ناظم‌الاطبا
میرزاعلی‌اکبرخان نفیسی نامور و فرنام‌مند به ناظم‌الاطباء کرمانی (زاده ۱۷ ربیع‌الثانی ۱۲۶۳ هجری قمری برابر با ۱۵ فروردین ماه ۱۲۲۶ (خورشیدی) در کرمان، درگذشت ۲۶ ذی‌القعده ۱۳۴۲ (قمری) برابر با ۸ تیر ماه سال ۱۳۰۳ خورشیدی در تهران) پزشک، ادیب و دانشمند ایرانی، از برجسته‌ترین پزشکان ایرانی اواخر دورهٔ قاجار و پزشک ویژهٔ دربار مظفرالدین شاه و از افراد تأثیرگذار در امضای فرمان مشروطیت توسط شاه بود.
وی در پایه‌گذاری چند بیمارستان به شیوهٔ اروپایی در تهران و مشهد نقشی مهم داشته‌است و از پایه‌گذاران نخستین مجلس حفظ‌الصحة در تاریخ ایران به‌شمار می‌آید.
تألیف‌های پزشکی وی بی‌شمار بوده‌اند و در زمینه‌های غیرپزشکی نیز شاخص‌ترین اثر او واژه‌نامه‌ای بزرگ و چهارجلدی‌است که به نام فرهنگ ناظم‌الاطبا یا فرهنگ نفیسی معروف است. او پدر استاد سعید نفیسی است.

## زندگی
میرزا علی‌اکبر نفیسی (ناظم‌الاطبا) در ۱۷ ربیع‌الثانی سال ۱۲۶۳ ه‍.ق در کرمان زاده شد. پدرش میرزا حسن طبیب کرمانی بود که مانند نیاکانش به طبابت اشتغال داشت. نیاکان او، اعضای خاندان نفیسی‌های کرمان از چند قرن قبل در این شهر به علم طب اشتغال داشته‌اند و نسب آن‌ها به حکیم برهان‌الدین نفیس بن عوض بن حکیم کرمانی از معروف‌ترین پزشکان قرن نهم هجری و پزشک دربار الغ بیک بن شاهرخ بن تیمور گورکانی می‌رسیده‌است.
وی تحصیلات مقدماتی خود را در کرمان به پایان رسانید و مقدمات علوم و فنون طب را نزد پدر و سایر اطبای آن دوران فرا گرفت، اما به خاطر ذوق و استعداد فطری که در وجود او بود، بیشتر مایل به فرا گرفتن حکمت الهی و فلسفه بود. حاکم وقت کرمان یعنی محمداسماعیل خان وکیل‌الملک معروف به وکیل‌الملک اول چون استعداد و لیاقت شخصی و خانوادگی «میرزا علی‌اکبر خان نفیسی» را برای فرا گرفتن علم طبابت می‌دانست، او را برای آموختن این علم ترغیب نمود.
در ۱۲۸۲ ه‍.ق در نوزده سالگی به تهران آمد و با جدیت تمام در دارالفنون به تحصیل علم طب پرداخت و چنان استعداد و علاقه‌ای در این کار از خود نشان داد که پس از اندک زمانی به دستیاری و معاونت استادان خود برگزیده شد و در سال ۱۲۸۵ ه‍.ق ضمن تحصیل در دارالفنون برای طبابت در فوج مهندسی قشون انتخاب گردید.
در سال ۱۲۸۸ ه‍. ق، که قحطی و امراض گوناگون تهران را فرا گرفت، علی‌اکبر خان نفیسی برای درمان بیماران خدمات و مجاهدات بسیاری کرد و مدت چهارماه در بیمارستان دولتی تهران مشغول خدمت به فقرا و نیازمندان بود. وی در سال ۱۲۸۹ ه‍.ق از طب فارغ‌التحصیل گردید.
در سال ۱۲۹۰ ه‍.ق ناصرالدین شاه قاجار پس از بازگشت از سفر اول خود به اروپا در صدد برآمد که بیمارستانی به سبک اروپایی در تهران تأسیس کند و برای این کار «میرزا علی‌اکبر خان نفیسی» را انتخاب نمود. وی تا سال ۱۲۹۸ ه‍.ق مسئولیت این بیمارستان را که به مریضخانه دولتی شهرت یافت بر عهده داشت و به همین دلیل لقب حکیم‌باشی گرفت.
ضمناً وی در سال ۱۲۹۳ ه‍.ق در تشکیل نخستین مجلس حفظ‌الصحة که در تهران تشکیل شده بود، ایفای نقش کرد.
در سال ۱۲۹۸ ه‍.ق وی به عنوان طبیب مخصوص به همراهی حاج میرزاحسین خان مشیرالدوله معروف به سپهسالار که به حکومت خراسان و تولیت آستان قدس رضوی برگزیده شده بود، به مشهد رفت و پس از تشرف به آستان مبارک رضوی، حسب دستور «سپهسالار» بیمارستان رضوی را که رو به ویرانی می‌رفت با اصول و اسلوب بیمارستانهای اروپایی بازسازی و تأسیس نمود، به طوری که به پاس خدماتش در این سفر و مأموریت به دریافت نشان و حمایل سرتیپی نایل آمد.
در سال ۱۳۱۵ ه‍.ق میرزا علی‌اکبر خان نفیسی ناظم‌الاطبا مدرسهٔ شرف را پایه‌گذاری کرد و تا سال ۱۳۲۳ ه‍.ق نه تنها بدون دریافت پاداش مالی آن را به شیوهٔ اروپایی اداره می‌نمود بلکه بیشتر مخارج آن را شخصاً پرداخت می‌کرد.

## خانواده
ناظم‌الاطبا در آغاز همسری از خاندان دولتشاهی اختیار کرد که در جوانی درگذشت و از او دو فرزند ماند: یکی در کودکی درگذشت و دیگری علی‌اصغر نفیسی نخستین وزیر بهداشت ایران شد. همسر دوم او نیز در جوانی درگذشت و فرزندی به جا نگذاشت و همسر سومش بنام جلیله جمال‌الدوله از خاندان خواجه نوری بود و از جانب مادر دخترزادهٔ میرزا فتح‌الله نوری برادرزادهٔ میرزا آقاخان نوری. جلیله خانم چهار پسر و دو دختر داشت که نخستین آنان سعید نفیسی بود.توراندخت و همدم الملوک دخترانش و دکتر مشرف الدوله ٫ حسین خان نفیسی و مهندس فتح ا لله نفیسی پسران دگرش بودند.

## آثار
وی گذشته از آن که مدت پنجاه و هفت سال تمام، شب و روز به فنّ خود یعنی مداوای بیماران اشتغال داشته و حتی این وظیفه را تا پایان عمر خویش که علیل و ناتوان شده بود، ادامه داده‌است، هرگاه که فراغتی حاصل می‌کرد در فن خویش یا فنون دیگر به تألیف و ترجمه (از زبان فرانسوی) نیز می‌پرداخت. از جمله آثار او می‌توان به موارد زیر اشاره کرد:
- کتابی در علم تشریح (این کتاب که نخستین کتاب «ناظم‌الاطبا» و نخستین ترجمهٔ او از زبان فرانسه می‌باشد، بنا به یادداشت صفحهٔ نخست آن در شب ۲۴ ربیع‌الاول سال ۱۳۰۵ ه‍.ق در قریهٔ شاه رضا از قرای قمشه و هنگام توقف او در اصفهان به پایان رسیده و سایر تألیفات و ترجمه‌های او، همگی بعد از این تاریخ تدوین شده‌اند)
- کتابی در پاتولوژی و کلینیک جراحی
- رساله‌ای در فیزیک
- رساله‌ای در جراحی
- رساله‌ای در تراپوتیک
- رساله‌ای دیگر در تشریح
- دو رساله در سوء هضم
- مذاکرات (کتابی بنا بر روش کتاب aide-memoire، اثر «کورلیو» طبیب فرانسوی، که ناظم‌الاطبا این کتاب را در سال ۱۳۰۷ ه‍.ق به پایان رسانیده‌است)
- پزشکی‌نامه (کتاب بسیار بزرگی است در ۹۵۷ صحیفه به قطع رحلی بزرگ، در علم تراپوتیک و ماتیرمدیکال که تألیف آن در ماه رمضان ۱۳۱۴ ه‍.ق به پایان رسیده‌است و برای مدت‌ها کتاب مورد استفادهٔ پزشکان و داروسازان ایرانی در اواخر عهد قاجار و اوایل عصر پهلوی بوده‌است)
- نامهٔ زبان‌آموز (صرف و نحو زبان فارسی)
- رساله در آخرین دورهٔ بروز وبا (ناظم‌الاطبا این رساله را در آخرین سال بروز وبا یعنی به سال ۱۳۲۳ ه‍.ق نوشته و در همان زمان این رساله چاپ شده‌است، اما در عنوان آن برای ترویج و تشویق یکی از شاگردان خود، چنین نوشته‌است: «مختصر رساله ایست در شرایط حفظ صحت و احتراز از سرایت امراض مسریه و مداوای وبا که بر حسب دستورالعمل این بندهٔ درگاه، «علی‌اکبر طبیب»، جناب میرزا اسدالله جلیل‌الاطباء نوشته‌اند.»
- شاخص‌ترین اثر وی در زمینهٔ علوم غیرپزشکی، کتاب بزرگ فرهنگ نفیسی معروف به فرهنگ ناظم‌الاطبا می‌باشد که شامل چهار جلد بزرگ است. ناظم‌الاطبا برای گردآوری این فرهنگ بیش از ۲۵ سال رنج برد و فرهنگِ وی که به روزگارِ رضاشاه چاپ و پخش شد تا پیش از فرهنگِ دهخدا جامع‌ترین فرهنگ زبان فارسی محسوب می‌شد؛ چرا که این فرهنگ دربردارندهٔ ۱۵۸ هزار و ۴۳۱ واژه است که در این میان، ۵۸ هزار و ۸۷۹ واژه فارسی وجود دارد. ناظم‌الاطبا دلبستگی‌ای شگفت به پیشبردِ این کار داشت. از آنجا که برای تألیف فرهنگ نیازمند استفاده از منابع انگلیسی‌زبان بود در ۵۵ سالگی شروع به آموختن این زبان کرد؛ از فرط عدم تحرک هنگام نگارش فرهنگ در رانهای وی سیاه‌مردگی پدید آمد که ناچار شد به درمانِ آن پردازد.[۲][۳]